# Kúfské písmo

Kúfská abeceda

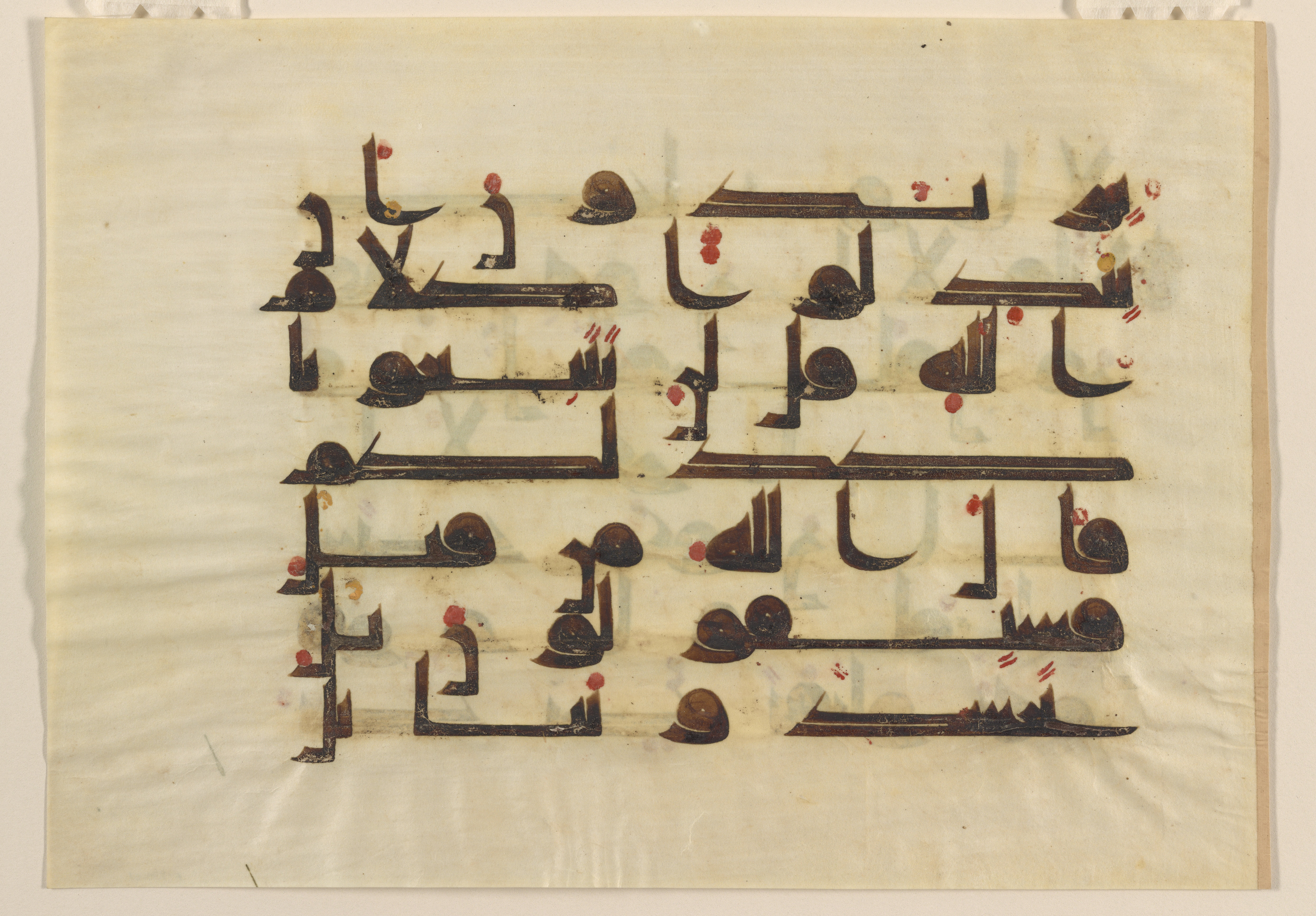
Korán, súra 48 (kolem 800)

Čtvercový kaligram (mozaika v Isfahánu)

Kúfské nebo kufické písmo je nejstarší kaligrafická forma různých arabských písem s prodlouženými svislými či vodorovnými linkami. Vzniklo modifikací starého nabatejského písma. Název je podle města Kúfa v dnešním Iráku, i když písmo se užívalo v Mezopotámii nejméně sto let před založením Kúfy. V kúfském písmu byly napsány nejstarší rukopisy Koránu.
Zvláštní druh kúfských kaligramů jsou nápisy psané do čtverce. Často se vyskytují na mozaikách a v islámské architektuře.